# فرانسيسكو فاسكويز دي كورونادو
فرانسيسكو فاسكويز دي كورونادو (بالإسبانية: Francisco Vázquez de Coronado) (1510 - 22 سبتمبر 1554)، كونكيستدور ومستكشف إسباني، اكتشف نيومكسيكو والجزء الجنوبي الغربي من الولايات المتحدة. رافق أنطونيو دي ميندوثا إلى إسبانيا الجديدة في عام 1535؛ وأصبح بالزواج من طبقة النبلاء، وفي عام 1539 تم تعيينه حاكم محافظة غاليسيا الجديدة.

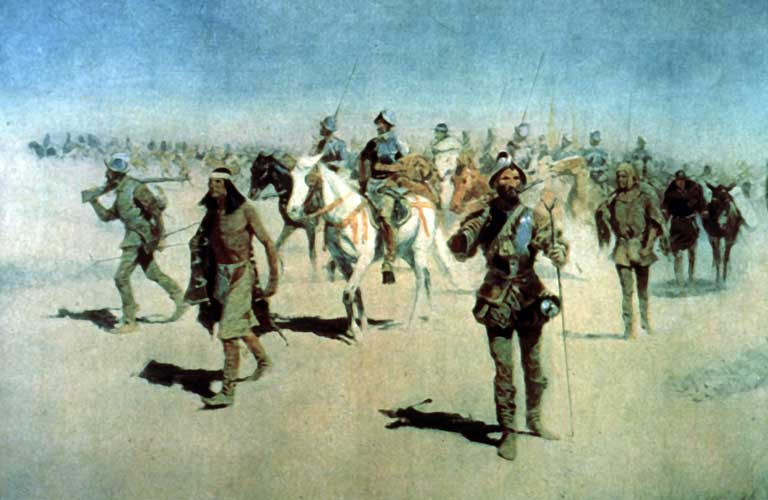
رحلة كورونادو بريشة فريدريك ريميتغتون

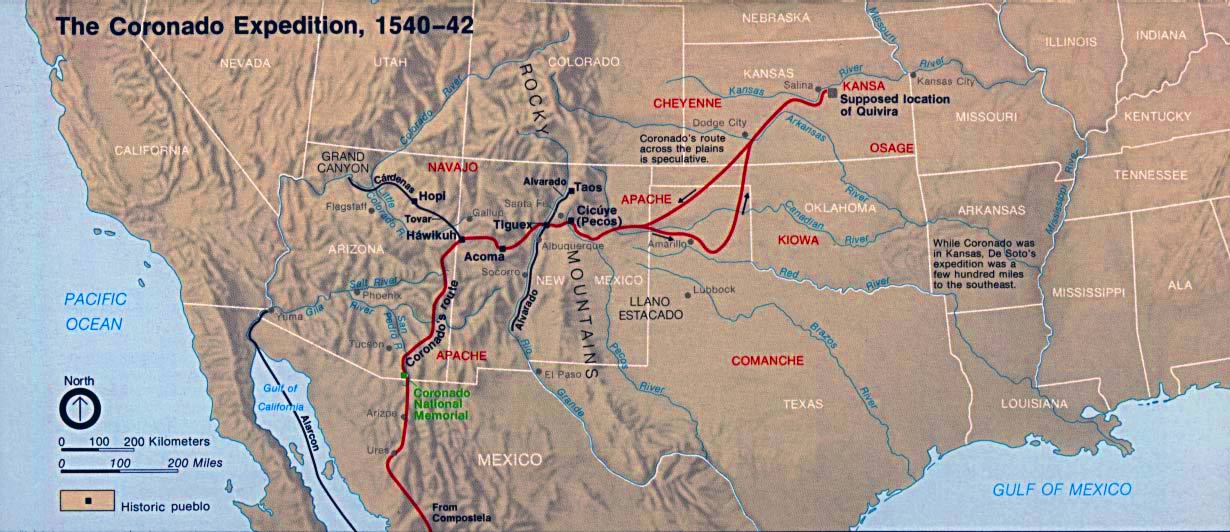
رحلة كورونادو كما تم توثيقها

## الرحلة
أثارت التقارير التي قدمها الراهب ماركوس دي نيزا المتعلقة بمدن سيبولا السبعة (الآن هي معرّفة تقريباً مع مدن هنود زوني في نيو مكسيكو) اهتماماً كبيراً في المكسيك؛ تم إرسال ميلكيور دياث في أواخر عام 1539 ليعيد تتبع طريق ماركوس ويقدم تقريره عن قصة الراهب؛ وانطلقت بعثة تحت إمرة كورونادو من كومبوستيلا إلى «المدن السبع» في فبراير 1540. هذه البعثة شملت قافلة مؤن وجموع من الماشية؛ عدة مئات من الهنود الحلفاء وخدم إسبان وأكثر من 250 خيال.
قام كورونادو، مع جزء هذه القوة، بأسر «المدن السبع». لكن الثروة الأسطورية لم تكن هناك. في خريف 1540 انضم إلى كورونادو بقية جيشه. في هذه الأثناء تم إرسال فرق الاستكشاف، وتمت زيارة مواقع توسايان وهوبي وموكي شمال شرق أريزونا؛ أما غارثيا لوبيث دي كارديناس استكشف ووصف الوادي الكبير لنهر كولورادو؛ وأرسلت بعثات على طول ريو غراندي (توغيز)، حيث قضى الجيش الشتاء. وتمرد الهنود ولكن تم إخماد تمردهم.
ألهمتهم ثانية حكايات عبد هندي من السهول وقتل لاحقاً لخيانته وقال أن هنود بيكوس أقنعوه بجر رجال كورونادو إلى هلاكهم حول القطعان الواسعة من الجواميس البيسون على السهول، وحول مدينة ذهبية تدعى كيفيرا بعيداً إلى الشمال الغربي، بدأ الرحيل إلى هناك في أبريل 1541، ومع بضعة خيالة، توغل على الأقل إلى ما يمكن أن يكون الآن وسط كانساس. هنا وجد كورونادو بضعة مستوطنات للهنود؛ في أكتوبر كان ثانية على نهر ريو غراندي؛ وفي الربيع من عام 1542 قاد أتباعه للعودة. فيما بعد اختفي تقريباً من التاريخ.

## النتائج
مما قدمه كورونادو من نتائج هذه البعثة كان الوصف الأول لثور البيزون الأميركي وسهول البراري، وأول سجل موثوق عن هنود زوني، واكتشاف الأخدود الكبير، والزيادة الواسعة في سيادة إسبانيا والمسيحية (الكهنة لم يعودوا من سيبولا)، وإضافة بارزة إلى المعرفة الجغرافية، التي نسيت لمدة طويلة؛ وإضافة إلى أنها كانت، لمدتها والمسافة الواسعة التي غطتها في الجبال والصحارى والسهول، إحدى أكثر البعثات الرائعة في تاريخ الاكتشاف الأمريكي. في صلة معها، تقدم إرناندو دي ألاركون في 1540 نحو خليج كاليفورنيا حتى قمته ونهر كولورادو لمسافة طويلة من مصبه.

## روابط خارجية
- فرانسيسكو فاسكويز دي كورونادو على موقع الموسوعة البريطانية (الإنجليزية)
- فرانسيسكو فاسكويز دي كورونادو على موقع إن إن دي بي (الإنجليزية)